# Horton el Elefante
Horton el Elefante es un personaje ficticio del libro de 1940 Horton empolla el huevo y el libro de 1954 Horton escucha a quién!, ambos por el Dr. Seuss. Horton es un elefante amable y dulce que se preocupa por otros animales o personas. A pesar de que atraviesa muchas dificultades, ya sea tratando de mantener un huevo caliente a través de tormentas, viajes bruscos y espectáculos humillantes, o trata de salvar un pequeño planeta de daño, él siempre triunfa; el huevo se abre en un elefante, mientras que el planeta es salvado y respetado por los demás. Él es muy popular debido a su gran corazón y compasión respetuosa, lo que lo hace más gracioso.
En 1942, Warner Bros. realizó el cortometraje animado, del cuento Horton empolla el huevo, en el que Horton es interpretado por Kent Rogers.
En 1970, MGM Animation/Visual Arts hizo un especial de televisión de 30 minutos de Horton escucha a quién. Horton es interpretado por Hans Conried, quien también hace la voz del narrador.
Horton también es un personaje de la serie de televisión The Wubbulous World of Dr. Seuss. John Kennedy expresó el personaje en "Horton empolla el huevo". Horton es también un personaje principal en Seussical el Musical, que utiliza la mayoría de los dos libros de Horton como su trama principal.
Horton es interpretado por Jim Carrey en la adaptación animada por computadora de Horton escucha a quién!, donde se lo muestra como excéntrico e imaginativo, y algo distraído.
Horton apareció en un nuevo libro de Dr. Seuss, Horton y el Kwuggerbug, que salió el 9 de septiembre de 2014, el segundo libro del Dr. Seuss publicado después de su muerte en 1991 (el primero fue Daisy-Head Mayzie en 1995).

## Otros personajes

### Horton trama el huevo
- Mayzie: Un pájaro perezoso que convence a Horton para que se siente sobre su huevo, mientras ella se relaja en Palm Beach. Cuando Horton y su huevo (ahora parte de un circo ambulante) visitan cerca de Palm Beach, ella lo exige, hasta que se convierte en un "pájaro elefante". En la producción musical de Broadway Seussical, su nombre completo se da como Mayzie La-Bird.

- Cazadores: Tres cazadores de juegos que planeaban matar a Horton, pero decidieron venderlo al circo para mostrar su habilidad para trepar a los árboles. En el libro de Seuss, se ilustran como gentiles gentes; pero en la caricatura de 1942, se parecen más a Sam Bigotes o Elmer Gruñon.

- Morton el Elefante volador: Un animal pequeño, parecido a un elefante alado; empollado por Horton del huevo de Mayzie, y criado por Horton. En "The Wubbulous World of Dr. Seuss", él es parte del elenco principal.

### Horton escucha a quien!
- The Sour Canguro: Un canguro amargo y matón local que no cree que existan los Quienes y Villa Quién, e intenta destruir su locus con la esperanza de convencer a Horton. En el especial animado y The Wubbulous World de Dr. Seuss , se llama "Jane la Canguro". La voz de Carol Burnett en la película.

- El joven Canguro: El joven joey de Sour Canguro, que apoya a su madre en todos sus discursos. En la película, se llama Rudy y realmente cree en los Quienes. En el especial animado y The Wubbulous World del Dr. Seuss, se llama Junior. Él tiene la voz de Josh Flitter en la película.

- Alcalde de Villa Quién: El alcalde del mundo microscópico de Villa Quién; El contacto principal de Horton allí y la fuente de información del mismo. En la película , el alcalde se llama "Ned McDodd" y es el último de un largo linaje de alcaldes, y es padre de 96 hijas y un hijo. En el especial animado, es reemplazado por un personaje científico llamado Dr. Hoovey. Interpretado por Steve Carell en la película.

- Los hermanos Wickersham: un grupo de monos tipo gibón que roban la flor en la que descansa Villa Quién. Tienen una familia muy grande, que ayuda a obligar a Horton. Dan Fogler, en la película, da voz al hermano mayor del grupo .

- Vlad Vladikoff: Un águila negra que toma la flor que protege Horton y la deja caer en un gran parche de flores idénticas. ¡En el especial animado de Horton escucha a quién! , su nombre se cambia a Whizzer McWoff y parece más un buitre que un águila. Interpretado por Will Arnett en la adaptación cinematográfica, habla con acento ruso y se asemeja a un cóndor.

- JoJo: Uno de los Quienes: un niño pequeño que, cuando el Alcalde lo exhorta, anuncia la existencia de Villa Quién al mundo entero gritando "YOPP". En Seussical , y en la película posterior, él es el hijo del alcalde; en el último, expresado por Jesse McCartney.

### Seussical
- Gertrude McFuzz: Aunque su historia de origen no incluía a Horton, Gertrude es un personaje prominente en todo Seussical . En esta obra, Gertrude es la vecina de Horton y está enamorada de Horton, pero no puede atraer su atención hasta que lo salva del circo y recupera la flor que sostiene a Villa Quién, y luego deciden criar a Morton conjuntamente.

## Historias
Horton empolla el huevo: la madre pájaro Mayzie pone un huevo, pero se cansa de incubarlo, y persuade a Horton para que ocupe su lugar. Cuando Horton pasa meses en esto, sufre tormentas de lluvia, tormentas de nieve y la burla de los otros animales, mientras que Mayzie se relaja en el extranjero. Cuando tres cazadores se le acercan, Horton los desafía a dispararle, mientras se niega a abandonar el nido; y los cazadores, al darse cuenta de que encontraron una extraña atracción, un elefante sentado en un nido, desenterraron el árbol y lo vendieron a un circo. Cuando el circo llega a Palm Beach, Mayzie va a Horton para exigir el regreso de su huevo; pero cuando el huevo eclosiona, produce el híbrido 'pájaro elefante', que regresa con Horton a la naturaleza.
Horton escucha a quien!: Horton se está bañando en un estanque cuando oye una mota de polvo emitir gritos de socorro y lo coloca sobre un trébol rojo para mayor seguridad. Al investigar, se entera de que la mota de polvo es un mundo microscópico llamado Villa Quién, habitado por una especie microscópica llamada Quienes. Cuando habla con los Quienes, el Sour Canguro y su hijo califican a Horton como una locura para todo el reino animal. Cuando Horton retiene a los Quienes, los Hermanos Wickersham roban el trébol y le piden a Vladikoff que se deshaga de él; con lo cual Vladikoff descarta el trébol entre un campo de plantas idénticas. Después de un día de búsqueda, Horton localiza Villa Quién; pero Madre Canguro llega con un ejército de monos, para encarcelarlo y destruir el trébol. Cuando los Canguros no oyen un coro de Quienes anunciando su presencia, los monos atacan a Horton, quien les grita a los Quienes que se prueben a sí mismos; pero todos sus esfuerzos fallan hasta que el niño Quién 'Jojo' grita la sílaba "YOPP!", rompiendo la barrera del sonido. Los monos y Canguro se disculpan con Horton y prometen cooperar con él para proteger a Villa Quién.

## Otros medios
Horton empolla el huevo se convirtió en una caricatura de 10 minutos para los Looney Tunes en 1942, creada por Bob Clampett. Esta fue la primera adaptación cinemática de un libro del Dr. Seuss.
Horton escucha a quien! se convirtió en un especial de televisión animado de 1970 dirigido por Chuck Jones y un largometraje de CGI del 2008 de Blue Sky Studios.
Ambos libros de Horton son parte de la trama principal del musical Seussical. Horton es uno de los personajes principales.
El personaje prestó su nombre a la empresa Hortonworks, fundada en 2011.